# الوارد (فلم)
الوارد (بالإنجليزية: Incoming) هو فیلم أمريكيّ صدر في 2018 وإخراج اریک زاراگوزا وبطولة كل من سكوت آدكنز وارن مک‌کاسکر ومیشل لهان.

## روابط خارجية
- الوارد على موقع IMDb (الإنجليزية)
- الوارد على موقع روتن توميتوز (الإنجليزية)
- الوارد على موقع أول موفي (الإنجليزية)
- الوارد على موقع فيلمافينيتي (الإسبانية)
- الوارد على موقع قاعدة بيانات الفيلم (الإنجليزية)
- الوارد على موقع ليتربوكسد (الإنجليزية)
- الوارد على موقع كينوبويسك (الروسية)